# Reveal
Reveal je album kapely R.E.M. z roku 2001. První singl alba, Imitation of Life se na britském žebříčku umístil v první desítce, ale na americkém žebříčku až na 83. místě. Dalšími singly z alba jsou All the Way to Reno (You're Gonna Be a Star) a I'll Take the Rain.
Reakce kritiky na Reveal byly pozitivnější než na album Up, především ve Velké Británii, kde se album umístilo na prvním místě. Ve Spojených státech se Reveal umístilo na šestém místě a získalo zlatou desku.
V roce 2005 vydalo Warner Brothers Records dvoudiskovou edici alba, která obsahuje CD, DVD-Audio se zvukem ve formátu 5.1 a originální, částečně rozšířený, booklet.

## Seznam skladeb
Autory jsou Peter Buck, Mike Mills a Michael Stipe.
1. „The Lifting“ – 4:39
2. „I've Been High“ – 3:25
3. „All the Way to Reno (You're Gonna Be a Star)“ – 4:43
4. „She Just Wants To Be“ – 5:22
5. „Disappear“ – 4:11
6. „Saturn return“ – 4:55
7. „Beat a Drum“ – 4:21
8. „Imitation of Life“ – 3:57
9. „Summer Turns to High“ – 3:31
10. „Chorus and the Ring“ – 4:31
11. „I'll Take the Rain“ – 5:51
12. „Beachball“ – 4:14

## Reveal 1.0.
Původní verze z února 2001 se částečně liší od verze z března 2001, která se nakonec stala finální verzí, podle které se vyráběly kopie alba. V porovnání s oficiální verzí, liší se verze Reveal 1.0., jak je jí přezdíváno v několika bodech, například:
- Dvě písně se nedostaly do konečného výběru, Fascinating a Free Form Jazz Jam.
- Alternativní verze písně Beat a Drum s názvem All I Want.
- Delší verze Imitation of Life.
- All The Way To Reno (You're Gonna Be A Star) má odlišný závěr a je nazvána jen Reno.
- Odlišné namixování písní I've Been High a She Just Wants To Be.

Žádná z neuveřejněných písní a alternativních remixů nebyla později vydána komerčně. Přesto kapela povolila fanouškovskému serveru murmurs.com Archivováno 27. 1. 2005 na Wayback Machine. uveřejnit píseň Fascinating.